# Mortons Gap
Mortons Gap és una població dels Estats Units a l'estat de Kentucky. Segons el cens del 2000 tenia 952 habitants.

## Demografia
Segons el cens del 2000, Mortons Gap tenia 952 habitants, 396 habitatges, i 283 famílies. La densitat de població era de 382,9 habitants/km².
Dels 396 habitatges en un 27,5% hi vivien nens de menys de 18 anys, en un 55,1% hi vivien parelles casades, en un 13,6% dones solteres, i en un 28,3% no eren unitats familiars. En el 26% dels habitatges hi vivien persones soles el 14,6% de les quals corresponia a persones de 65 anys o més que vivien soles. El nombre mitjà de persones vivint en cada habitatge era de 2,4 i el nombre mitjà de persones que vivien en cada família era de 2,87.
Per edats la població es repartia de la següent manera: un 22,6% tenia menys de 18 anys, un 10,2% entre 18 i 24, un 28,5% entre 25 i 44, un 21,2% de 45 a 60 i un 17,5% 65 anys o més.
L'edat mediana era de 38 anys. Per cada 100 dones de 18 o més anys hi havia 81,1 homes.
La renda mediana per habitatge era de 27.031 $ i la renda mediana per família de 34.276 $. Els homes tenien una renda mediana de 28.333 $ mentre que les dones 17.105 $. La renda per capita de la població era de 13.875 $. Entorn del 10,9% de les famílies i el 13,9% de la població estaven per davall del llindar de pobresa.

## Poblacions més properes
El següent diagrama mostra les poblacions més properes.